# Д’Ареццо, Гриффолино
Гриффолино д’Ареццо (итал. Griffolino d'Arezzo, XIII век, Ареццо — 1272, Сиена) — итальянец, живший в XIII веке. Выведен Данте Алигьери в «Божественной комедии» в песне XXIX (последняя щель восьмого круга ада). Хвастался тем, что владеет секретом левитации.
О нём сохранились упоминания в исторических документах: он был принят в Общество Тоски в Болонье в 1258 году и отправлен на костёр как еретик до 1272 года, без сомнения, в Сиене.
Данте помещает его в десятую щель, в группу фальшивомонетчиков и алхимиков: лёжа на земле, разъедаемые язвами и пожираемые чумой (отсылка к чуме на Эгине), они обречены яростно и бесконечно чесаться.
Данте заставляет Гриффолино рассказать свою историю. Гриффолино в шутку пообещал поднять в воздух сиенского дворянина Альберто. Когда Гриффолино не смог выполнить данное обещание («не смог сделать из него Дедала»), Альберто донёс на него епископу Сиены. Альберто был епископу вместо сына, и епископ приговорил Гриффолино к сожжению как чародея. На самом деле чародеем Гриффолино не был, но был алхимиком и после смерти оказался в этом месте.